# J. Kessels
J. Kessels is een Nederlandse 'roadkomedie' uit 2015 van Erik de Bruyn, naar het gelijknamige boek van P.F. Thomése. De hoofdrollen worden gespeeld door Frank Lammers en Fedja van Huêt. De film won inmiddels diverse prijzen op internationale filmfestivals. 
De film was de opener voor het 34ste filmfestival van Utrecht op 1 oktober 2015. Als titel voor de buitenlandse markt heet de film Road Duster.

## Verhaal
De auteur Frans (Van Huet) heeft een boek geschreven over zijn goede vriend Kessels (Lammers), een kettingrokende goedzak. Samen gaan ze op een 'roadtrip' vanuit Nederland naar het Duitse Hamburg. De tocht wordt een grote hallucinatie tour, wat mede wordt veroorzaakt door het drank- en drugsgebruik van de twee. Frans krijgt dan twijfels of hij een boek over zijn vriend Kessels kan schrijven, terwijl hij geplaagd wordt door herinneringen aan zijn jeugdliefde, de flipperprinses van de Snackbar van Ooit, Brigitte de Braay. En J. Kessels is misschien wel slechts zijn alterego.

## Rolverdeling
| Acteur              | Personage      |
| ------------------- | -------------- |
| Frank Lammers       | Kessels        |
| Fedja van Huêt      | Frans          |
| Ruben van der Meer  | Boontje        |
| Annick Christiaens  | Brigitte       |
| Romi van Renterghem | jonge Brigitte |

## Prijzen
- Gouden Kalf Beste Production Design Ben Zuydwijk
- Best Production Design, Blowup Filmfest, international artfilmfestival Chicago
- Best Direction, International Independent Filmfestival Moscow (2016)
- Beste Editor, International Independent Filmfestival Moscow (2016)
- Best Feature, OIFF Turin
- Best Feature, European Cinematography Awards
- Nominaties Beste Acteur, Beste Sounddesign, Beste Camera, NFF (2016)

## Bezoekers
De film trok 17.999 bezoekers.